# Košarka na OI 1936.
Košarka na Olimpijskim igrama u Berlinu 1936. godine uključivala je natjecanja u samo u muškoj konkurenciji. Bilo je to prvo pojavljivanje košarke u službenom programu Olimpijskih igara, nakon što je bila demonstracijski sport na Igrama u St. Louisu 1904. godine.

## Osvajači odličja
|       | Zlato | Srebro | Bronca |
| Muški | SAD Samuel J. Balter Jr. Ralph Bishop Joseph Fortenberry John Gibbons Francis Johnson Carl Knowles Frank Lubin Arthur Mollner Donald Piper Jack Ragland Willard Schmidt Carl Shy Duane Swanson William Wheatley | Kanada Gordon Aitchison Jan Allison Arthur Chapman Charles Chapman Edward Dawson Irving Meretsky James Peden James Stewart Malcolm Wiseman | Meksiko Carlos Borja Morca Victor Borja Morca Rodolfo Choperena Irizarri Paul Robert Fernandez Andres Gomez Dominguez Silvio Hernandez Del Valle Francisco Martinez Cordero Jesus Olmoz Moreno Jose Pamplona Lecuanda Greer Skousen Splisboury Luis de la Vega Leija |